# Broederschap van Onze-Lieve-Vrouw Virga Jesse
De Broederschap van Onze-Lieve-Vrouw Virga Jesse is een katholieke broederschap in Hasselt. Gesticht in het begin van de veertiende eeuw, is ze mogelijks de oudste nog actieve religieuze broederschap in België.

## Geschiedenis

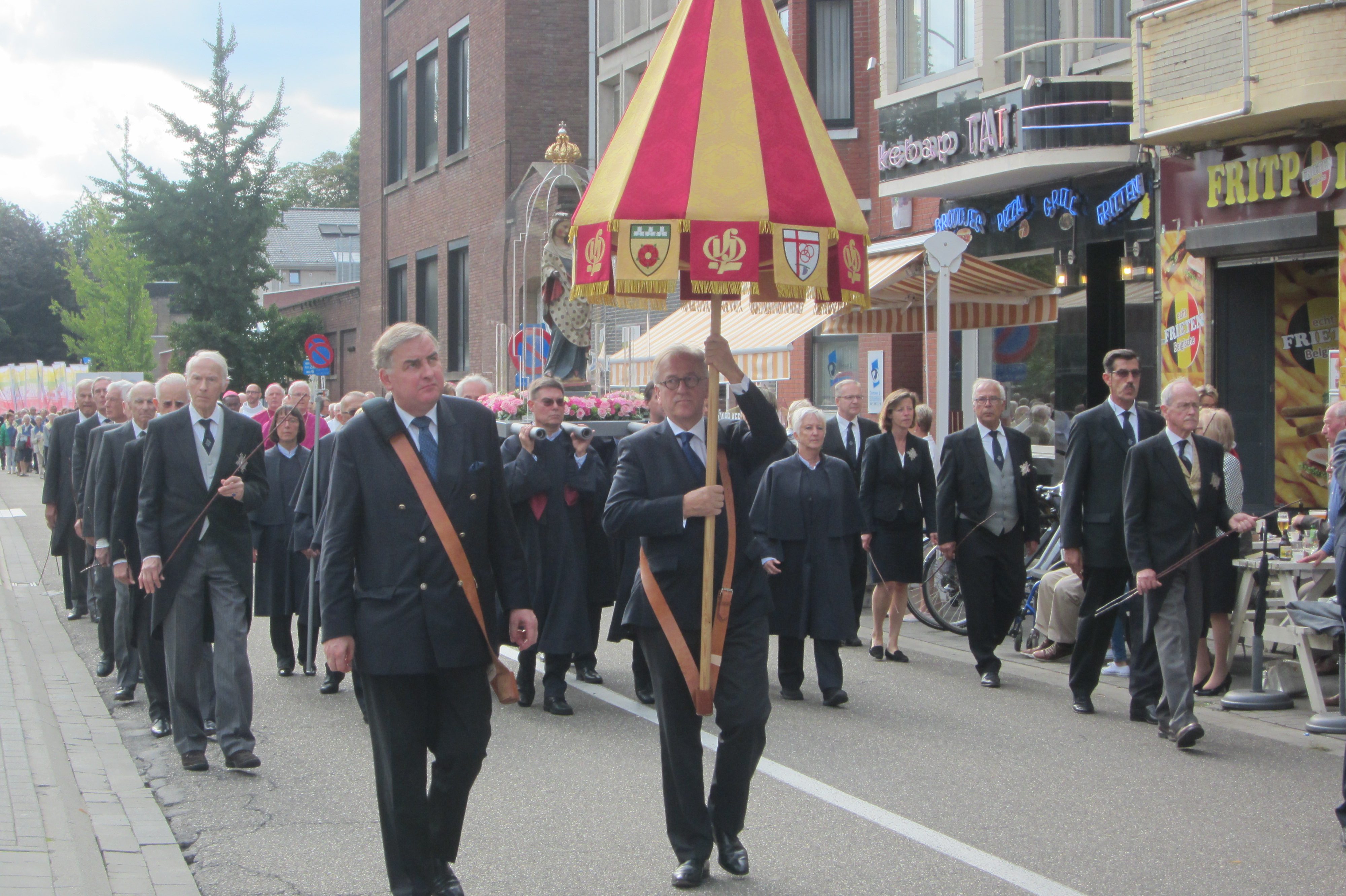
Het Broederschap met de wiskesmannen omgeven het Virga Jessebeeld tijdens de Virga Jesseommegang, Hasselt, 2017

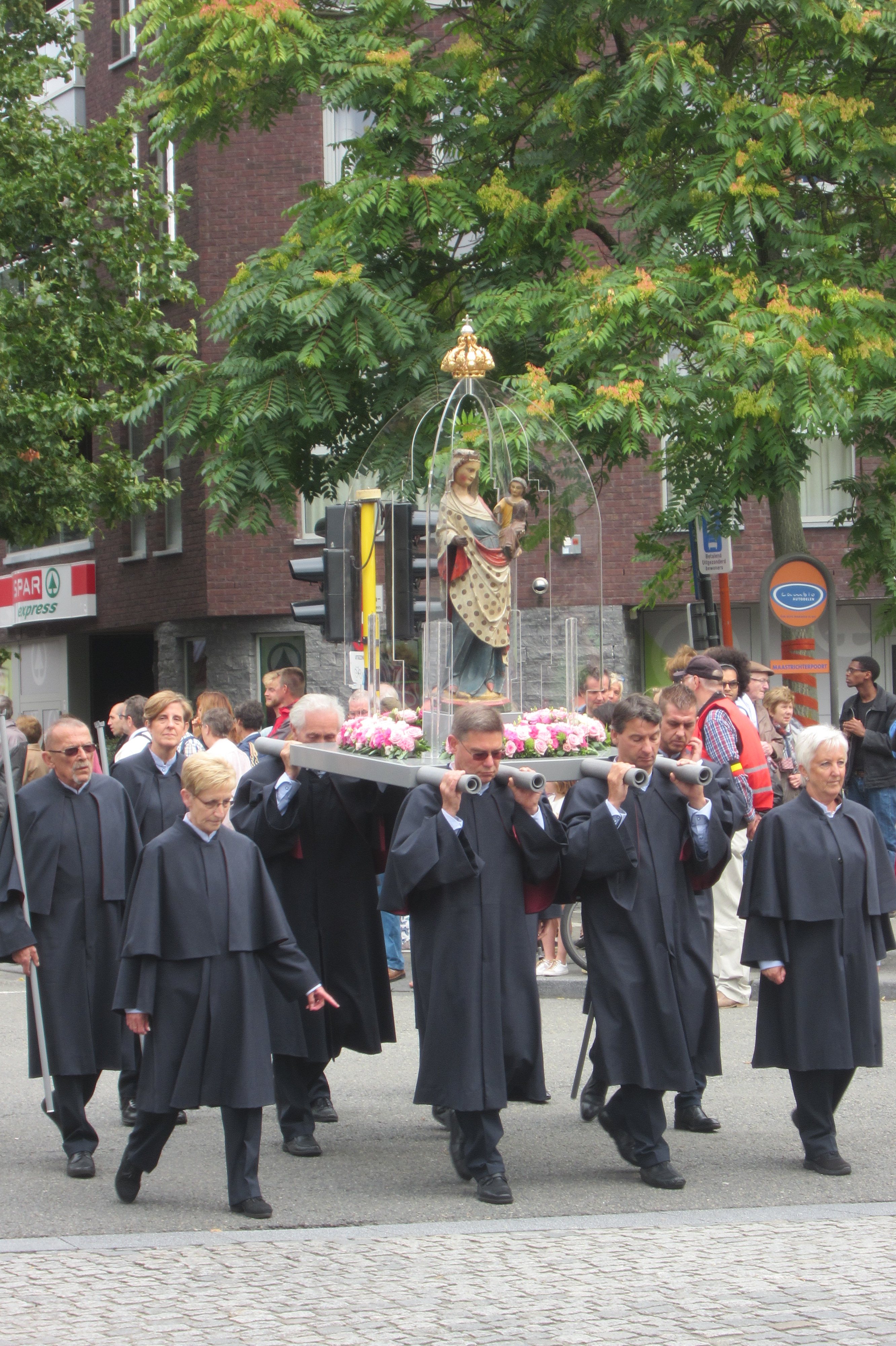
Het Virga Jessebeeld dat sinds 2017 door een dragersgild wordt gedragen. Hasselt 2017

De confrérie kent een rijke geschiedenis die eerst vermeld werd als Gholdae Sancte Marie de Hasselt. Ze heeft haar wortels in het begin van de 14de eeuw, nog voor 1308 en ze werd canoniek erkend in 1314. Op 12 juli 1348 werden de statuten voor de 'confreers' episcopaal bekrachtigd door Adolphe de la Marck, prins-bisschop van Luik. Tot de Franse Revolutie was de broederschap de eigenaar van de Virga Jessekerk. Oorspronkelijk droeg de broederschap de naam van Onze-Lieve-Vrouw van Hasselt, maar dit evolueerde naar Onze-Lieve-Vrouw Virga Jesse.
De broederschap bestond van oudsher uit leken en priesters. Zij kwamen tot aan de Franse Revolutie uit de burgerij van de stad. Sinds de Franse Revolutie werd het lidmaatschap voornamelijk van vader op zoon doorgegeven. Dit heeft tot gevolg dat het merendeel van de leden thans over heel België verspreid wonen en weinig binding hebben met Hasselt. Sinds enkele jaren hebben zich terug enkele Hasselaren aangesloten bij deze oudste vereniging van Hasselt.
Hoogtepunten voor de broederschap waren de pauselijke kroning van de beeltenis van Onze-Lieve-Vrouw Virga Jesse door aartsbisschop François-Xavier de Mérode op 15 augustus 1867, en de verheffing van de kerk tot basiliek door paus Johannes Paulus II in 1998.

## Werking
De belangrijkste taak van de broederschap is de devotie tot Onze-Lieve-Vrouw Virga Jesse te handhaven. Zo verzorgde ze tot de Franse Revolutie de liturgie in de basiliek en onderhield ze haar patrimonium en schenkingen. Daarnaast organiseerde ze de bekende Virga Jesseommegang die sinds 1682 met enkele onderbrekingen om de zeven jaar in Hasselt plaatsvindt en thans door het Comité Zevenjaarlijkse Virga Jessefeesten wordt georganiseerd. De broederschap begeleidt wel nog steeds het Virga Jessebeeld in de ommegang. De leden dragen daarbij een rode twijg, verwijzend naar de twijg van Jesse of Virga Jesse in het Latijn.
Daarnaast heeft de broederschap steeds een caritatieve functie gekend. Ook vandaag tracht zij deze nog te vervullen.

## Herdenking
In Hasselt zijn de confraters van Onze-Lieve-Vrouw Virga Jesse gekend als de Wiskesmannen.
Het 700-jarig bestaan van de confrérie werd op 31 mei 2014 herdacht met een pontificale hoogmis en met de uitgave van een geschiedkundig boek.